# دانشگاه انرژی و منابع طبیعی
دانشگاه انرژی و منابع طبیعی (به لاتین: University of Energy and Natural Resources) یک دانشگاه در غنا است که در Sunyani واقع شده‌است.